# Christian Cueva
Christian Alberto Cueva Bravo (ur. 23 listopada 1991 roku) – peruwiański piłkarz grający na pozycji ofensywnego pomocnika lub skrzydłowego.

## Kariera klubowa
Pierwsze kroki w dorosłym futbolu stawiał w peruwiańskim klubie Universidad San Martín. Następnie grał w Universidad César Vallejo. W styczniu 2013 roku był bliski podpisania kontraktu z brazylijskim Ponte Preta, jednak ostatecznie został piłkarzem chilijskiego Unión Española.
W sierpniu 2013 roku podpisał kontrakt z Rayo Vallecano.